# Attar

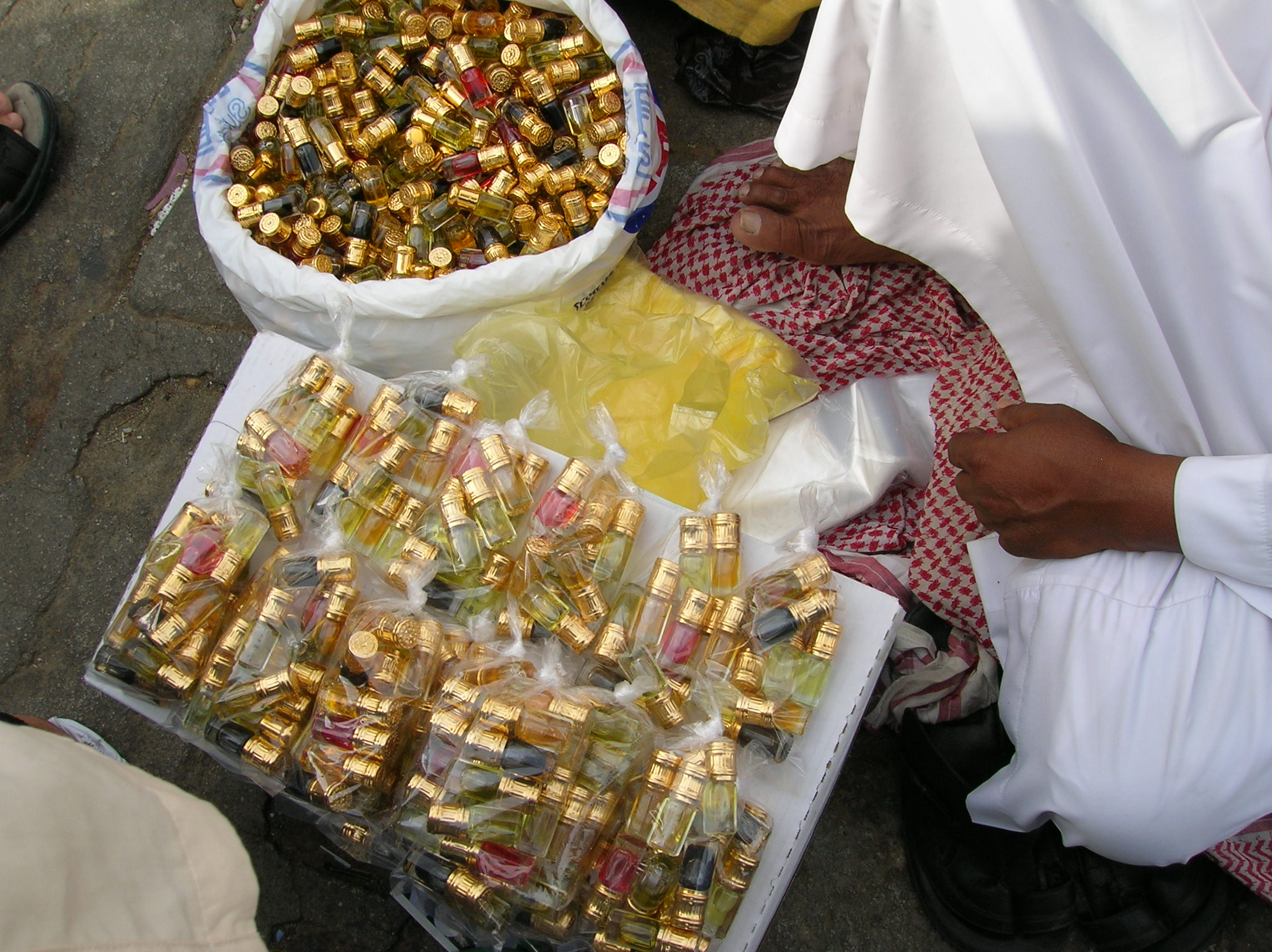
Flesjes met attar

Attar of ittar (Arabisch: عطر) is een natuurlijke parfumolie, gemaakt van plantaardige bestanddelen, zoals kruiden, wortels, hars en bloemen. Het woord is afkomstig van het Arabische woord Itr, wat "parfum" betekent en van het Perzische woord Atr jul, wat "vet van een bloem" betekent. De basis van de meeste attars is sandelhoutolie.
Omdat de meeste attars alcoholvrij zijn, worden ze vooral door moslims gebruikt.

## Bereiding
Voor de bereiding van een attar zijn tussen de 25 of 250 pond bloemblaadjes of andere plantendelen nodig. Deze worden verzameld in een vat met water (deg), afgedekt met een deksel (sarpos) met een gat erin. De deg is met een bamboepijp (chonga) verbonden met een koperen ketel (bhapka) waarin sandelhoutolie zit. De bhapka staat lager dan de deg en wordt gekoeld in een bak met water (gachchi). De bamboepijp wordt afgedekt met katoen en klei en onder het vat wordt een vuur gestookt. De stoom gaat via de bamboepijp naar de ketel met sandelhoutolie, die tevens dient als condensor. 
Het vuur moet constant op dezelfde temperatuur branden. Als het vuur te heet brandt kunnen de bloemen verbranden en ook in het vat druk opbouwen, waardoor de afdekking van katoen en klei ontploft. De ketel met sandelhoutolie staat in het water en wordt met de hand rondgedraaid om de oliën te mengen en om oververhitting tegen te gaan. Overdag houdt de destillateur (dighaa) beide vaten in de gaten. Indien nodig wordt de temperatuur van de beide vaten naar beneden gebracht met natte handdoeken. 
Aan het einde van de dag wordt de destillatie stilgezet. Gedurende de nacht koelt de olie af en wordt het water gescheiden van de olie. ’s Morgens wordt het water afgetapt via een kraantje in de bhabka en daarna teruggedaan in de deg. Hierna worden verse bloemblaadjes toegevoegd en het proces begint opnieuw. Dit zal vijftien tot twintig dagen herhaald worden totdat de sandelhoutolie volledig is verzadigd met de geurige olie van de bloemen of andere plantendelen. Als de gewenste concentratie van het parfum is bereikt worden leren flessen met de attar gevuld. Dit om de attar te laten bezinken en om overtollig vocht te laten verdwijnen door middel van osmose. Het vocht absorbeert door het leren membraan, waarna er een heldere vloeistof achterblijft.

## Soorten attars

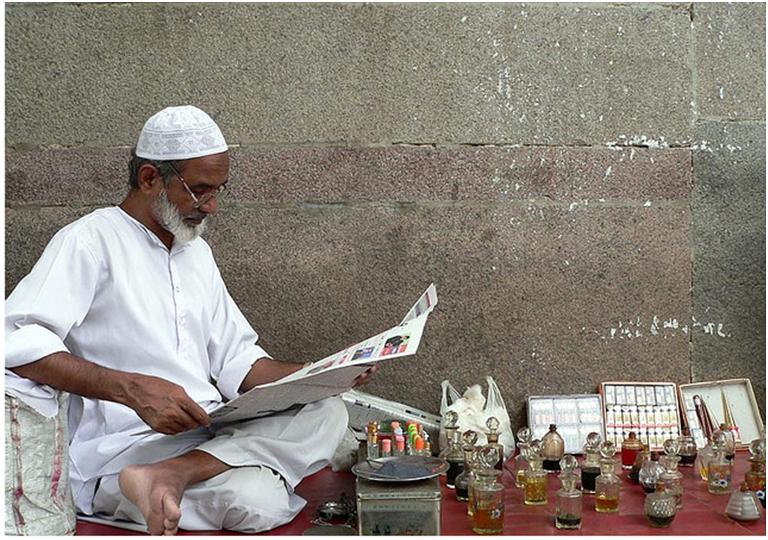
Een handelaar in attars in Hyderabad

- Attar Bakul, een mengsel van sandelhoutolie en bloemen van de Mimusops elengi.
- Attar Champa, een mengsel van sandelhoutolie en bloemen van de Magnolia champaca (Magnolia).
- Attar Genda, een mengsel van sandelhoutolie en bloemen van de goudsbloem.
- Attar Gulab, een mengsel van sandelhoutolie en bloemen van de Rosa damascena (roos).
- Attar Gulhina, een mengsel van sandelhoutolie en bloemen van de hennaplant.
- Attar Hina, een mengsel van sandelhoutolie en verschillende kruiden, specerijen, zaden en wortels.
- Attar Keora of Kewda, een mengsel van sandelhoutolie en bloemen van de Pandanus odoratissimus.
- Attar Khus, een mengsel van sandelhoutolie en vetiver.
- Attar Loban, een mengsel van sandelhoutolie en benzoë.
- Attar Mitti, een mengsel van sandelhoutolie en aarde uit India.
- Attar Mogra, een mengsel van sandelhoutolie en bloemen van de Abelmoschus moschatus.
- Attar Motia, een mengsel van sandelhoutolie en bloemen van de Jasminum sambac (Jasmijn).
- Attar Parijat, een mengsel van sandelhoutolie en bloemen van de Nyctanthes arbor-tristis.
- Attar Saffron, een mengsel van sandelhoutolie en saffraan.
- Attar Shamana, een mengsel van sandelhoutolie en verschillende welriekende specerijen, kruiden en houtsoorten.